# Igor Fajzullin
Igor Fajzullin (rusky: Игорь Файзуллин) je ruský horolezec a bývalý reprezentant v ledolezení, vicemistr světa v ledolezení na rychlost.

## Závodní výsledky
| Mistrovství světa v ledolezení | Mistrovství světa v ledolezení | Mistrovství světa v ledolezení |
| Rok                            | 2004                           | 2005                           |
| ------------------------------ | ------------------------------ | ------------------------------ |
| Rychlost                       | 3                              | 2                              |

| Světový pohár v ledolezení | Světový pohár v ledolezení | Světový pohár v ledolezení | Světový pohár v ledolezení | Světový pohár v ledolezení | Světový pohár v ledolezení |
| Rok                        | 2006                       | 2007                       | 2008                       | 2009                       | 2010                       |
| -------------------------- | -------------------------- | -------------------------- | -------------------------- | -------------------------- | -------------------------- |
| Rychlost                   | 3                          | 3                          |                            | 3                          |                            |
| jednotlivě* (x/x/x)        |                            |                            |                            |                            |                            |

* poznámka: napravo jsou poslední závody v roce